# Четыре Пальца
Четыре Пальца — остров в Охотском море у северного побережья Гижигинской губы. Расположен в 4 километрах юго-западнее от мыса Рифовый. Ближайший населённый пункт — Эвенск — находится в 20 километрах. Административно является частью Магаданской области.